# Ламбль, Карел Милан
Карел Милан Ламбль (чеш. Karel Milan Lambl; 3 января 1823, Летины, близ Пльзеня — 26 апреля 1894, Остеллато под Феррарой) — чешский учёный-агроном. Брат Яна и Душана Ламблей.
Окончил гимназию в Пльзене. Жил в Праге в качестве литературного секретаря своего двоюродного брата Карла Амерлинга, участвовал в работе Амерлинга над переводом на чешский язык «Географии» Адриано Бальби.
С 1846 г. занимался проблемами сельского хозяйство, с 1850 г. преподавал в сельскохозяйственной школе Антона Эмануэля Комерса в Дечине. В 1861—1862 гг. руководил сельскохозяйственной школой в Крижевцах, написал путевой очерк о поездке по винодельческим регионам в южной Австро-Венгрии. В 1860-е гг. вместе с братом Яном работал над созданием энциклопедии «Земледелец нового времени» (чеш. Rolník nového věku), в 45 выпусках которой нашли отражение разные аспекты сельского хозяйства; Карелу Ламблю принадлежит значительная часть введённой в этой энциклопедии чешской сельскохозяйственной терминологии. Среди других работ Ламбля — книги «Полевые культуры и повышение их урожайности» (нем. Die Kultur der Wiesen und ihr möglichst höchster Ertrag; 1860), «Австрийский агроном» (нем. Der oesterreichische Landwirth; 1860) и др. В 1873 г. за участие в подготовке Всемирной выставки в Вене награждён рыцарским крестом.
С 1883 г. жил в Италии.